# Georges Maurice Jean Blanchard
Georges Maurice Jean Blanchard (Orléans, 9 dicembre 1877 – Neuilly-sur-Seine, 23 novembre 1954) è stato un generale francese, comandante della 1ª Armata, e successivamente del 1º Gruppo di armate, durante la battaglia di Francia del maggio-giugno 1940.

## Biografia
Nacque ad Orléans il 9 dicembre 1877, si arruolò volontario entrando all'École Polytechnique di Parigi nel 1897 frequentando successivamente la Scuola di applicazione di artiglieria e genio, nel 1899. Nel 1913 frequentò la Scuola superiore di guerra, ed allo scoppio della prima guerra mondiale prestava servizio come capitano presso il 56º Reggimento d'artiglieria.
Partecipò alle battaglie di Morhange, Lunéville, Gerbévillers, della Woëvre, e di Ypres, e nel marzo del 1915 entrò presso lo Stato maggiore del XVI Corpo d'armata, passando a quello della Ie Armée nel mese di luglio. Durante il servizio sul fronte occidentale ricevette due citazioni al valore e la promozione a maggiore per meriti di guerra, entrando a far parte dello Stato maggiore del generale Joffre comandante supremo dell'esercito francese. Nel marzo 1918 viene colpito dai gas asfissianti durante un attacco tedesco.
Dopo la fine delle ostilità continuò la sua carriera militare, divenendo dapprima colonnello del 181º Reggimento d'artiglieria e poi Sottocapo di Stato maggiore dell'Armée du Rhin il 25 novembre 1927, mantenendo questo incarico fino al 12 maggio 1930. Durante lo svolgimento di tale incarico fu promosso generale di brigata nell'agosto 1929.
Dal 12 maggio 1930 ricoprì l'incarico di Capo di stato maggiore del generale Adolphe Guillaumat, allora membro del Conseil supérieur de la guerre, mantenendolo fino al 27 dicembre 1932. In quella stessa data fu promosso generale di divisione, assumendo il comando dell'artiglieria della 2ª Regione militare. Il 17 maggio 1935 diviene generale di corpo d'armata ed assume il comando della 7ª Regione militare, con Quartier generale a Besançon, incarico che mantenne fino al 1938. L'11 febbraio di quell'anno fu nominato alla direzione del Centro degli Alti Studi Militari (Centre des hautes études militaires), assumendo anche quella di Ispettore generale dei centri di insegnamento militare. Contemporaneamente divenne membro del Conseil Supérieur de la Guerre e ottenne la promozione al grado di generale d'armata.

### La seconda guerra Mondiale
Il 2 settembre 1939, all'indomani dello scoppio della guerra, assunse il comando della Ie Armée, con Quartier generale a Cambrai. Questa grande unità faceva parte del 1º Gruppo di armate al comando del generale Gaston Billotte.
Il 10 maggio 1940 scattò l'offensiva tedesca ad ovest e la Ie Armée, in ossequio al Piano Dyle-Breda emanato dal generale Maurice Gamelin penetrò in Belgio, avanzando di circa 25 miglia, prima di scontrarsi con la 6ª Armata tedesca del generale Walter von Reichenau.
La Ie Armée si batte contro le forze blindate tedesche, dapprima nella battaglia di Hannut, e successivamente in quella di Gembloux, che si chiuse con una vittoria tattica francese per essere poi costretta a ripiegare su Lilla, in seguito alla ritirata messa in atto delle altre grandi unità francesi, partecipando alla battaglia di Lilla, e subito dopo iniziando il ripiegamento verso i porti del Canale della Manica.
Il 23 maggio 1940 egli fu chiamato a sostituire il generale Billotte, deceduto in un incidente stradale, al comando del 1º Gruppo di armate francesi. Fu il primo generale alleato ad apprendere del messaggio radio mandato dal Re Leopoldo del Belgio in cui si annunciava l'intenzione dell'esercito belga di arrendersi ai tedeschi. Le truppe belghe, ormai allo stremo e quasi senza munizioni, si arresero ufficialmente il 28 maggio successivo. La trasmissione radio venne captata dal servizio di ascolto radio francese diretto dal colonnello Thierry, e con la resa dell'esercito belga la situazione del 1º Gruppo di Armate divenne insostenibile tanto che 29 maggio 1940 il suo comando fu ufficialmente sciolto.

### L'ultima parte della carriera
Colleghi britannici, come il Generale Alan Brooke, annotarono severamente che durante quei giorni lui "merely existing and hardly aware of what was going on around him" ("esisteva soltanto ed era appena consapevole di quello che stava avvenendo attorno a lui"), ed inoltre che era completamente sconcertato ed incapace di emettere ordini. Il 29 maggio un inferocito Brooke minacciò di arrestarlo in caso gli ordini da lui emanati contravvenissero con lo svolgimento dell'evacuazione verso l'Inghilterra delle truppe anglo-francesi, diretta dallo stesso Brooke. Intrappolato nella sacca di Dunkerque assieme alle sue truppe, lasciò la Francia a bordo di un cacciatorpediniere francese il 1º giugno 1940, sbarcando successivamente in Inghilterra.
Rientrato in Patria nel giugno 1940, in quello stesso mese fu insignito della Gran Croce di Cavaliere della Legion d'onore dal primo ministro francese Paul Reynaud, su raccomandazione del generale Maxime Weygand, in merito alle sue azioni che permisero l'evacuazione di un così alto numero di soldati francesi da Dunkerque.
Sotto il regime di Vichy venne nominato Ispettore della 9ª e 12ª Regione militare, mantenendo tale incarico dal 6 luglio al 29 agosto 1940. Transitato nei ruoli della riserva il 20 agosto, andò ufficialmente in pensione alla fine dello stesso anno. Si spense a Neuilly-sur-Seine il 23 novembre 1954, totalmente dimenticato..
Curiosità: Un Capitano Blanchard viene citato nel film "Crimen" (1960) del regista Mario Camerini, dall'attore Alberto Sordi nei panni del Commendator Alberto Franzetti, quale inventore nel 1924 di un celebre sistema di gioco vincente alla Roulette chiamato appunto "Passo del Capitano".